# Stenhomalus togoensis
Stenhomalus togoensis är en skalbaggsart som beskrevs av Karl Adlbauer 1995. Stenhomalus togoensis ingår i släktet Stenhomalus och familjen långhorningar.
Artens utbredningsområde är Togo. Inga underarter finns listade i Catalogue of Life.